# Cabine de imprensa

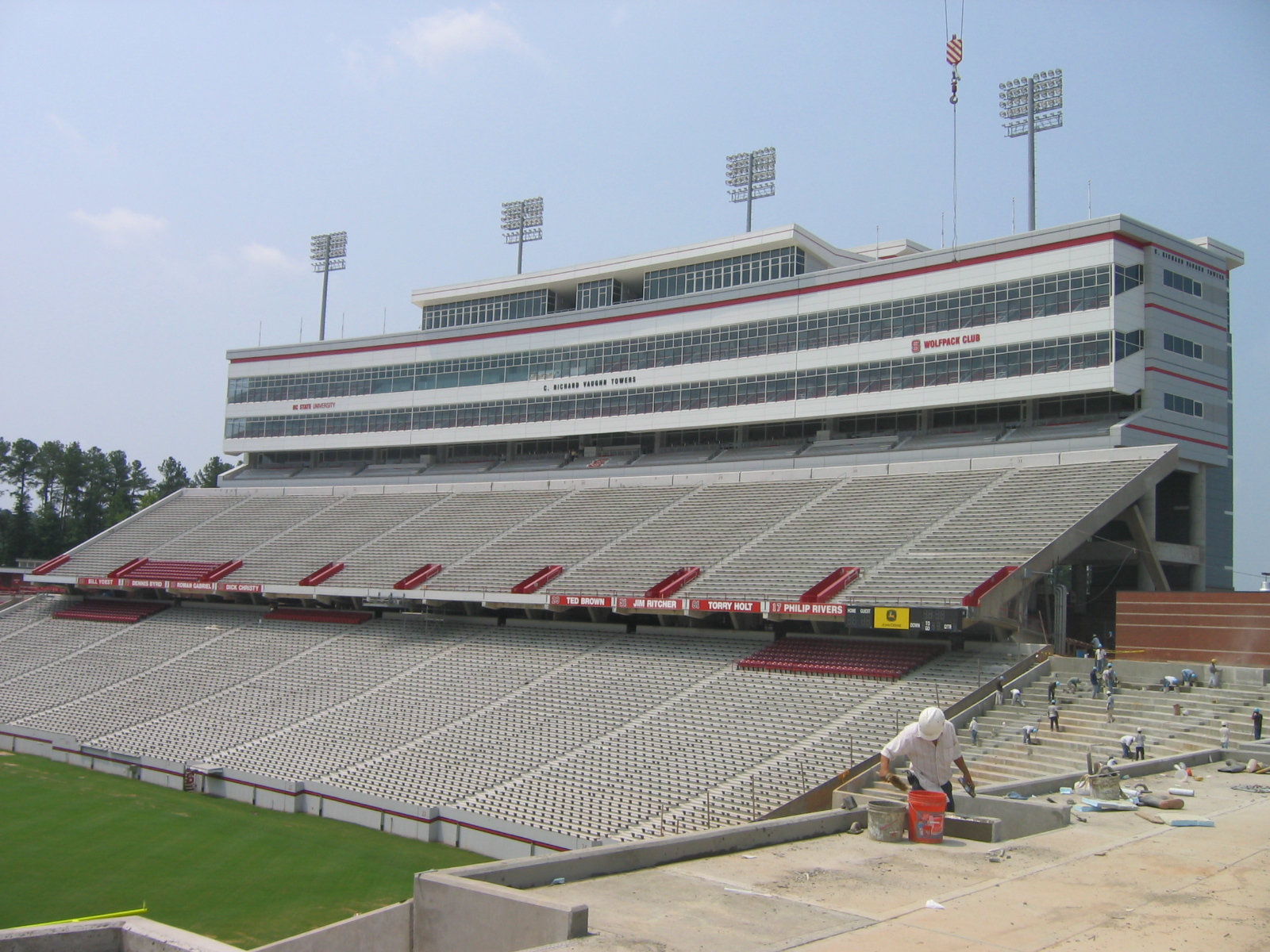
Cabines de imprensa do Carter-Finley Stadium.

A cabine de imprensa é uma seção especial de um estádio, estabelecida para a mídia relatar sobre um dado evento. Ela se localiza tipicamente na área que inclui os camarotes. Em geral, jornalistas de jornal sentam nestas cabines e escrevem sobre o evento em campo conforme ele se desdobra. Locutores de televisão e rádio transmitem das cabines também.
A cabine de imprensa é considerada uma área de trabalho, e jornalistas, locutores e outro convidados às cabines são constantemente lembrados do fato em eventos esportivos. Torcer é estritamente proibido, e qualquer um que viole as regras está sujeito a expulsão pelo pessoal da segurança.